# Valley of a Thousand Falls
Valley of a Thousand Falls är en dal i Kanada.   Den ligger i provinsen British Columbia, i den centrala delen av landet, 3 200 km väster om huvudstaden Ottawa.
I omgivningarna runt Valley of a Thousand Falls växer i huvudsak barrskog. Trakten runt Valley of a Thousand Falls är nära nog obefolkad, med mindre än två invånare per kvadratkilometer.